# Nichita Smochină
Nichita Smochină (n. 14/27 martie 1894, în satul Mahala, suburbie a orașului Dubăsari, gubernia Herson, Imperiul Rus – d. 14 decembrie 1980, București) a fost jurist, filozof al dreptului, publicist, istoric, etnograf, folclorist, antropolog, sociolog, slavist, profesor, membru de onoare al Academiei Române.  
A fost unul dintre doctorii în Drept de la Paris. 
A fost decorat post-mortem de către președintele interimar al Republicii Moldova, Mihai Ghimpu, cu „Ordinul de Onoare”.
Mama sa a fost împușcată de către sovietici deoarece ținea sub o icoană o revistă cu poezii în limba romană ale fiului său.

## Biografie

### Originile și viața timpurie
Nichita Smochină s-a născut într-o familie de țărani înstăriți, descendenți ai răzeșilor români, la hotarele Moldovei istorice.  După cum el însuși a relatat mai târziu, pe malul estic al Nistrului, o adevărată „California românească" trăia o comunitate românească înfloritoare. Cercetările sale de mai târziu au arătat că  prezența românească în acest teritoriu datează din Evul Mediu. Potrivit lui, au existat două etape principale în domeniul migrației și instalarea țăranilor moldoveni în acest teritoriu, care a devenit patria sa. Prima a fost  în timpul domniei lui Duca Vodă la sfârșitul secolului al 17-lea, iar a doua sub împărăteasa Ecaterina cea Mare.  Smochină a vorbit în detaliu despre coloniile românești din secolul 18, care au ajuns până la est ca Oleksandriya. Smochină însăși era descendent ai răzeșilor români, originari din Moldova, și care vorbeau o variantă arhaică a limbii române despre care istoricul literar Alexandru Husar, care s-a întâlnit cu Smochină în 1940, spunea ca  "mi se părea o minune a limbii române." 
 A învățat mai întâi la școala din sat. A terminat apoi cu „Foaie cu laudă” (nagrada clasa a I-a) și medalie de aur, liceul rus din Dubăsari, la 15 iunie 1910. În ianuarie 1912 s-a însurat cu Agapia Ciobanu și s-au născut primii doi copii, Claudia și  Alexandru.  Odată cu începerea Primul Război Mondial, Nichita a fost mobilizat în armata țaristă și din 4 februarie 1915 a luptat pe frontul de est, împotriva germanilor, ca telegrafist. S-a remarcat în lupte și a fost decorat, la 8 noiembrie 1915, cu Medalia Sfântul Gheorghe gradul IV cu inscripția „pentru vitejie”. Datorită studiilor pe care le avea la 15 noiembrie 1915 a fost trimis la Școala de ofițeri „Marele Duce Mihail Nicolaevici" de la Tevala, un orășel mic din munții Transcaucaziei care depindea de Tiflis. După absolvirea școlii a fost căpitan în Regimentul 3 de Grăniceri din Tiflis, între 15 ianuarie 1915 și 29 ianuarie 1918. A fost comandant de batalion. A luptat pe frontul din Persia și Turcia și a fost decorat cu mai multe Ordine printre care și Crucea Ordin „Sfântul Gheorghe", fiind înnobilat de către țarul Nicolae al II-lea. În Sala „Sfântul Gheorghe” din Kremlin la poziția 92 este trecut „Smochină Nichita Parfenievici, Cavaler al Sfântului Gheorghe”. În mai 1917 a participat la Congresul popoarelor ne ruse din Caucaz, unde a solicitat facilități pentru moldoveni. Plecat cu o misiune la Petrograd s-a întâlnit cu Lenin, pe care îl ascultase vorbind despre autodeterminarea popoarelor. La întrebarea lui Smochină, ce va fi cu moldovenii în viitoarea configurație socială, Lenin îi răspunde: “Dumneavoastră moldovenii nu aveți niciun interes să luptați de partea Rusiei, care de veacuri a înrobit poporul vostru. Moldovenii din punct de vedere cultural se găsesc mult înaintea rușilor. De aceea constituiți-vă în regimente naționale moldovenești și cu baioneta în mână cuceriți și consimțiți libertatea pe care nimeni nu o va face cadou poporului. Vă plângeți că nu aveți niciun răspuns la problema voastră națională, eu va răspund însă categoric: limba maternă. Înființați școala națională proprie și presa națională moldovenească. Rețineți, prin forțe proprii sunteți obligați să vă creați școala moldovenească și, repet presa. Inspirați-vă de la românii voștri de același sânge.”

### Republica Populară Ucraineană și refugiul în România
Smochină a revenit la locul său de origine, în nou constituita Republica Populară Ucraineană și a început să apere interesele românilor. În decembrie 1917 s-a implicat împreună cu Gheorghe Mare, în organizarea Congresul moldovenilor transnistreni de la Tiraspol, unde au fluturat tricolorul românesc. Smochină a declarat: "Ne iubim țara noastră atât de mult, încât chiar și icoanele noastre se uite spre România."  
În anul 1918 a fost ales președinte (prefect) al Земствей (județului) și deputat în „Pада” Centrală (Parlamentul) de la Kiev, capitala Ucrainei. Ca prefect a încercat să prevină distrugerea ordinii sociale și militare. În Rada Centrală  a susținut necesitatea acordării de drepturi pentru populația românească și s-a opus cu tărie ministrului Vinicenko care pregătea invadarea și anexarea Basarabiei. După ocuparea Transnistriei de către „Armata Roșie" a fost declarat „persona non grata" și implicit condamnat la moarte.  Ajutat de rude și prieteni a trecut, cu soția Agafia, Nistrul înghețat în Basarabia, la 24 decembrie 1919, dar fǎrǎ cei doi copii. Nichita, obișnuit cu legalitatea s-a prezentat autorităților, căci altfel ar fi „spion sau alt răufăcător”. Cei doi au fost opriți la pichetul grănicerilor și spre disperarea lor, la miezul nopții în ziua întâi de Crăciun au fost dați „înapoi pe malul iadului comunist”. A fost sfătuit de un sergent de grăniceri ca, data viitoare, să meargă direct la Chișinău. Înapoi în Transnistria a fost ascuns de neamuri și cunoștințe. Nichita a mers și la Odesa pentru a găsi alte variante, dar până la urmă a reușit să treacă în România, împreună cu Agafia, Nistrul înghețat pe la Doroțcaia, la mijlocul lunii ianuarie. 

### Anii de studiu de la Iași
În ianuarie 1922 a susținut, la Universitatea din Iași, examenul de echivalare și a obținut diploma de absolvire a cursurilor liceale, secția modernă. S-a înscris la Facultatea de Litere și Filosofie și la Facultatea de Drept. În timpul studiilor universitare a desfășurat o activitate fructuoasă în rândul studenților, fiind vicepreședinte al Comitetelor Societăților studenților de la facultățile de Litere și de Drept. A colaborat la „Tribuna Românilor de peste Hotare”, „Arhiva de Iași”, „Calendarul Ligii Culturale”, „Viața Basarabiei”. Din inițiativa sa, la 21 ianuarie 1921 s-a constituit „Comitetul de Ajutorare a românilor de peste Nistru”  și împreună cu ministrul pentru Basarabia, Pan Halippa, a obținut fonduri de ajutorare, spații de cazare și locuri de muncă pentru refugiații din Transnistria. La recomandarea lui Pan Halippa  în luna iunie 1921 a plecat la București pentru a informa Guvernul României asupra evenimentelor din Transnistria, (arestări, asasinate, etc.). A fost primit de primul ministru Take Ionescu, care cunoștea activitatea desfășurată de Nichita Smochină în Rada Ucrainei și a discutat cu Constantin Stere, cu generalul Averescu și cu Ionel Brătianu. În luna iunie 1922 a prezentat regelui Ferdinand un memoriu al „Comitetului  de Ajutorare a românilor de peste Nistru”, semnat de Pantelimon Halippa, ca președinte și Nichita Smochină, ca secretar, pentru ajutorarea transnistrenilor și plasarea elevilor în școli. Drept urmare, mulți elevi transnistreni au fost plasați, gratuit, în școlile din România, o parte din aceștia ajungând personalități ale științei și culturii. La începutul anului 1922 i-a trimis profesorului Nicolae Iorga o scrisoare, solicitându-i sprijinul pentru transnistreni. Acesta a publicat-o în „Neamul Românesc”, nr. 98 din 5 mai 1922, intitulând-o „Transnistriana". A mers la Congresul „Ligii Culturale” de la Curtea de Argeș, unde la a prezentat Congresului, din memorie, conținutul scrisorii. După congres a devenit colaborator ale revistelor „Neamul Românesc” și „Ramuri” ale profesorului Nicolae Iorga, care îl va sprijini.  În anul 1925 Nichita Smochină a obținut licența în Filosofie și licența în Drept.
La 14 iunie 1926, după aproape 7 ani a reușit să-și recupereze cei doi copii din Transnistria. 
S-a înscris la doctorat, la Universitatea din Iași și a susținut examenele pentru primii 2 ani. Între anii 1929 și 1930 a urmat Seminarul Pedagogic Universitar al Facultății de Litere și Filosofie din Iași, pe care l-a absolvit la 29 martie 1930. În toată perioada studenției, pentru a putea asigura traiul familiei a lucrat, fiind secretar al Universității din Iași.

### Studii de doctorat la Sorbona
În anul 1930 a obținut o bursă pentru doctorat la Universitatea Sorbona, Paris. Între 1930 și 1934 a pregătit teza de doctorat. A fost profesor de limba română, din septembrie 1930 până în 1934 la „Ecole pour la Propagation des Langues Etrangeres en France”, „Sociétés Savantes”, școală de studiu a limbilor străine din cadrul Universității „Sorbona" și membru al „École Roumaine en France”, (Școala Română de la Fontenay-aux-Roses), condusă de Nicolae Iorga, între 1931 și 1934. 
Perioada pregătirii tezei de doctorat a fost folosită pentru publicarea unor lucrări științifice și a desfășurat o intensă activitate de prezentare a situației popoarelor subjugate din URSS. A prezentat în conferințe și articole situația grea a popoarelor din URSS, în special a românilor. A luptat cu armele care i-au stat la îndemână, argumentele științifice.
La Paris, a ținut o serie de conferințe despre românii din Republica Sovietică Socialistă Autonomă Moldovenească. A publicat, sub pseudonimul Mihai Florin, articole despre masacrele sovietice împotriva românilor transnistreni. Aceștia, din cauza terorii, abandonau tot avutul și se refugiau în România, cu riscul de a fi omorâți de grănicerii sovietici. A făcut publică lista celor 14 persoane care alcătuiau Guvernul R.S.S.A.M. în care se regăsea doar un singur nume românesc, Negruță, țăran din județul Ananiev, lipsit de autoritate. Acesta fusese ales numai ca să fie și un moldovean în guvern, cu toate că populația majoritară este românească.
S-a întâlnit cu o serie de lideri ai emigrației din Ucraina, Rusia, Georgia, Azerbaidjan etc., a colaborat cu Auber Theodore președintele „Internaționalei anti Comintern” și a participat activ la conferințe și dezbateri. A fost urmărit în permarnență de agenții sovietici din Paris și s-a încercat intimidarea lui.
În septembrie 1930 a participat la lucrările Ligii Națiunilor de la Geneva, unde a luat cuvântul în cadrul Comisiei a șasea a minorităților și, la propunerea sa, în darea de seamă a Congresului, s-a introdus formula „alte minorități românești de circa 2 milioane, care trăiesc în afara graniței României”. La Geneva a fost remarcat de Nicolae Titulescu. Cu ocazia unei vizite făcute la Paris, de Nicolae Titulescu și Ion Mihalache, în septembrie 1933 au avut o discuție pe tema relațiilor cu U.R.S.S., iar aceștia l-au sfătuit să fie mult mai prudent și mult mai reținut în cuvântările și lucrările antisovietice.
A participat la Congresele anuale ale Comisiei a șasea minorităților, de la Geneva până în anul 1935, inclusiv.
A prezentat Președintelui Societății Națiunilor, în martie 1932, un memorandum, susținut în Comisia a șasea a minorităților, semnat de 634 de refugiați, în care erau condamnate ferm acțiunile represive ale Sovietelor față de românii transnistreni. Memorandumul a fost publicat în cotidianul „L'Ordre” din Paris, la 23 martie 1932.  Este cunoscută alocuțiunea pe care a avut-o la Societatea Națiunilor, la 13 decembrie 1933, pentru admiterea „Comitetului Refugiaților Moldoveni din U.R.S.S”, sub autoritatea acesteia, în „Oficiul Internațional Nansen”.
În 1934 a obținut titlul de Doctor. 
Familia  a mai avut încă doi copii Nicolae și Antoaneta.

### La Comisariatul General al Minorităților
Întors în țară, a continuat să se implice în ajutorarea transnistrenilor. Din ianuarie 1935 editează, cu mari eforturi financiare, revista „Moldova Nouă”. Au apărut următoarele numerele: Anul I, numerele 1 și 2-3, 1935, Anul II, nr. 4, 1936, Anul V,  nr. 5, 1939 și Anul VI, nr. 1-3, 1941, precum și două suplimente în „Biblioteca Revistei Moldova Nouă”: Nichita Smochină, Diomid Strungaru „Cartea Moldovanului”, nr. 1, 1943 și Dr. Nicolae M. Popp, „Transnistria. Încercare de monografie regională”, nr. 2, 1943. Nichita Smochină a susținut numeroase conferințe în țară, mai ales la Universitatea din Iași și din anul 1936, în fiecare an la „Cursurile de vară” ale Universității Populare „Nicolae Iorga”, de la Vălenii de Munte, conferințe în care a prezentat pe baza documentelor istorice trecutul românesc al meleagurilor transnistrene, precum și situația românilor din U.R.S.S.. După asasinarea profesorului Nicolae Iorga a continuat colaborarea cu „Liga Culturală”. La 1 noiembrie 1938 a fost numit șef de serviciu la „Cancelaria Comisariatului General al Minorităților”, din cadrul „Consiliului de Miniștri". În după-amiaza zilei de 27 iunie 1940, a fost însărcinat de Guvernul României să participe la întocmirea răspunsului la ultimatumul sovietic privind cedarea Basarabiei și a fost primit în audiență de către regele României, Carol al II-lea, spunându-i acestuia că „țara face cea mai mare greșeală dacă cedează Basarabia fără război". 
A refuzat propunerea de a fi guvernatorul ținutului dintre Nistru și Bug, al “Transnistriei Mari”, propunere făcută în ședința din 12 august 1941 a Președinției Consiliului de Miniștri.
Ca președinte al transnistrenilor a pledat pentru unirea Transnistriei cu țara, după război, pe baza unui referendum. Smochină nu s-a simțit în largul său cu administrația civilă și militară a guvernatorului, remarcând cazuri în care guvernatorul Alexianu și comandantul de jandarmerie Constantin Vasiliu au luat în derâdere subordonații basarabeni. În plus, Smochină a descris masacrul din Odesa din 1941, ordonat de Antonescu ca represalii pentru un presupus complot evreiesc împotriva comandamentului românesc, ca o gravă eroare din partea românilor. După cum a remarcat, atât el, cât și Pântea, militarii au fost informați că, clădirea presupus a fi fost minată de activiști evrei a fost de fapt minată de sovieticii în retragere. Smochină a mai susținut că Ion Antonescu a văzut războiul lui Hitler împotriva „celor trei forțe oculte” (evrei, francmasoni și Biserica Catolică) ca o „mare greșeală” care ar putea duce la pierderea războiului de către Axă.  În relatarea lui Smochină, Conducătorul a continuat să afirme: „[Hitler] ar fi putut cu ușurință să atragă evreii de partea lui și, după război, ar fi putut să se lupte cu el, dar nu în acest mod distructiv, acela  nu este uman. ".
A fost ales, la 2 iulie 1942, membru de onoare al Academiei Române.
A fost în Crimeea, ajutând istoricul român Gheorghe Brătianu pentru recuperarea scrisorilor adresate de strămoșul său, Ion Brătianu, țarului Nicolae I al Rusiei. El a menținut contactele cu rușii locali și l-a ajutat pe chirurgul anticomunist Pavel Ceasovnicov să primească cetățenia română. În zona sa natală din Dubăsari, savantul a fost gazda studenților români din București și cei de la Institutul Cultural Român din Odesa. 
Mareșalul Ion Antonescu l-a însărcinat să adune material pentru Conferința de pace de după război. După august 1944 a îngropat trei lăzi cu documente, în special cele privind drepturile României asupra Basarabiei și Transnistriei, undeva, în regiunea Caransebeș.

### Perioada comunistă
După 23 august 1944 a fost declarat dușman al Sovietelor. Colegii din Academie l-au salvat angajându-l cu nume fals, ca administrator al moșiei de la Titulești. După confiscarea averii Academiei, s-a refugiat în satele de munte din vestul țării. La 20 decembrie 1948 a fost arestat fiul cel mare, Alexandru și deportat în Siberia, la Magadan, apoi la Verhoiansk și pe urmă la Kolîma, dincolo de Cercul Polar, de unde s-a întors în anul 1956, fiind eliberat pe 9 aprilie. În perioada 1952-1962 în urma unui denunț a unui vecin "patriot" adresat ambasadorului URSS, a fost urmărit de Securitate fiind anchetat și reținut în numeroase rânduri, propunându-se, la 27 noiembrie 1959, arestarea lui, a fiicei Claudia și a ginerelui, Diomid Strungaru, „pentru intensă activitate anticomunistă, antisovietică”. La 26 mai 1961 a murit celălalt fiu, Nicolae, într-un accident, posibil provocat. 
După 1965 a fost căutat și invitat la guvernul comunist, care i-a cerut să continue activitatea științifică de susținere a dreptului nostru asupra teritoriilor românești. A predat documentele îngropate, dar din păcate multe dintre ele au fost distruse de depozitarea în pământ. La 13 februarie 1967, a depus la Consiliul de Stat un memoriu referitor la situația românilor din URSS. După o succintă expunere a situației teritoriului dintre Prut și Nistru, din punct de vedere istoric și juridic, Nichita Smochină combate teoria existenței poporului și a limbii moldovenești, diferite de poporul și limba română, făcând ample trimiteri la lucrările unor reputați savanți occidentali și, în final, concluzionează că „problema existenței a două neamuri: moldovenesc și român este o problemă politică, nu științifică”. La 30 noiembrie 1968 a suferit un atac cerebral după care și-a revenit cu mare greutate, dar chiar și grav bolnav a continuat să lucreze. În august 1975 i s-a acordat o pensie de merit, aprobată de Consiliul de Stat, egală cu cea a academicienilor, dar nu i s-a redat titlul de membru al Academiei Române, pentru a nu-i supăra pe sovietici.
A murit în noaptea de 13 spre 14 decembrie 1980, dimineața poștașul aducându-i, spre corectare, șpaltul ultimei sale lucrări trimise la revista bianuală a Institutului Balcanic de Studii de la Salonic, unde publicase mai multe lucrări.  Post-mortem, la 3 iulie 1990, a fost repus în drepturi ca „Membru de Onoare” al Academiei Române, i-a fost atribuit, la 19 aprilie 2010 titlul onorific „Magna cum laude”, de către Senatul „Universității Libere Internaționale din Moldova", președintele Republicii Moldova i-a conferit „Ordinul de Onoare", la 20 aprilie 2010, iar o stradă și patru stradele din orașul Chișinău îi poartă numele. La 29 ianuarie 2021 Agenția Națională de Asigurare a Calității în Educație și Cercetare din Republicii Moldova a instituit premiul ,,Nichita Smochină” pentru premiile nominale ale laureaților concursului ,,Teza de doctorat de excelență a anului” 

### Familie
- Părinți: Parfenie și Anghelina născută Vlaicu.
- Soție: Agaphia, (născută Ciobanu), n. 16 martie 1894 în satul Mahală, Transnistria  –  d. 18 iulie 1951 la București.
- Copii:
- Claudia, n. 22 martie 1912 în satul Mahală, Transnistria  –  d. 14 mai 2001 la București.
- Alexandru, n. 10 iunie 1914 în satul Mahală, Transnistria –   d. 3 iulie 2002 la București.
- Nicolae (Coca), n. 2 decembrie 1928 la Iași  –  d. 26 mai 1961 la Otopeni.
- Antoaneta (Neti), n. 18 iunie 1933 la Paris  –  d. 8 octombrie 2003 la București.

## Educație
- Absolvent Școala Medie Dubăsari, Certificat de absolvire nr.354/1910 și Certificat de Bacalaureat Nr.532.
- Absolvent Școala de Ofițeri, "Școala Militară Marele Duce Mihail Nicolaevici", Tevala, 1915.
- Examen de echivalare control, (Diplomă de absolvire cursuri liceale), secția modernă, Universitatea Iași, ianuarie 1922.
- Absolvent Facultatea de Litere și Filosofie, Universitatea Iași, 1925.
- Licențiat în Drept, Facultatea de Drept, Universitatea Iași, Diplomă de Licență în Drept Nr.885/4304 din 21 decembrie 1925.
- Absolvent Seminar Pedagogie, Diplomă Nr.212/1367 din 31 martie 1930, Facultatea de Litere și Filosofie, Universitatea Iași.
- Doctor în Drept, Universitatea „Sorbona", Paris, 1934.

## Activitate științifică

### Lucrări publicate

#### Lucrări publicate în limba franceză
1. „Les massacres de moldavés dans la Russie Soviétique", (Masacrele moldovenilor în Rusia Sovietică), „L'Ordre” Paris 17 martie/1932. (pseudonim M.Florin).
2. „Sur les émigrés roumains à Paris, de 1850 a 1856", (Emigranții români la Paris, 1850 -1856), „Mélange de l'Ecole Roumaine en France", XI/1933, pp. 153-203, recenzie în „Revue des Questions Historique", nr. 4-5/1935, p. 288.
3. „Les Moldaves de Russie Soviétique depuis les origines jusqu’a nos jours", (Moldovenii din Rusia Sovietică de la origini până în zilele noastre), (capitolul introductiv al tezei de doctorat), „Moldova Nouă”, nr. 1/1935, pp. 69-107.
4. „Le Roumain en Russie Soviétique", (Românul în Rusia Sovietică), „Revue Historique de Sud-Est Européen", XII année, nr. 7-9 /1936, pp. 308-312.
5. „Les Roumains de Russie soviétique", (Românii din Rusia sovietică), „Moldova Nouă”, nr. 5/1939, pp.  5-14 și în broșură Iași, 1939.
6. „Le Prochéiros nomos de l'empereur Basil (867-879) et son application chez les Roumains au XIV siecle", („Procheiros Nomosul” împăratului Vasile (867-879) și aplicarea lui la români în secolul al XIV-lea), „Institute for Balkan Studies", volume 9, number 1, Salonic, 1968, pp. 167-208.
7. „L'application du droit roumain-byzantin chez les Roumains", (Aplicarea dreptului roman bizantin la români), „Institute for Balkan Studies", volume 12, number 1, Salonic, 1971, pp. 187-252.

#### Lucrări publicate în limba germană
1. „Die Rumänen in sowjei russland", (Românii din Rusia Sovietică), Iași, 1939.
2. „Die Minderheiten press la Romänien 1913-1940", (Presa minorităților din România între 1913 și 1940), în colaborare cu P. Petrincă și G. Pantea, București, 1940.
3. „Die Rumänen zwischen Dnjestr und Bug", (Românii între Nistru și Bug), „Moldova Nouă”, Anul VI 1941 și în broșură București, 1941.

#### Lucrări publicate în limba italiană
1. „La Stampo della minoranze in Romania 1913-1940", (Presa minorităților din România între 1913 și 1940), în colaborare cu P. Petrincă și G. Pantea, București, 1940.
2. „Romani tra il Dniester and il Bug", (Românii între Nistru și Bug), București, 1942.

#### Lucrări publicate în limba rusă
1. „Фрагмент века. XI-XII Евангелие старого славянского языка", (Un fragment din sec. XI-XII de evanghelie din vechea limbă slavă), Periodicul „Studiul limbii ruse și a izvoarelor de limbă" al Academiei de Științe a URSS, 1956.
2. „Вновь найденная древняя евангхелия", (O evanghelie veche recent descoperită).  Moscova, 1969.

#### Lucrări publicate în limba română
1. „Transnistriana”, „Neamul Românesc”, nr. 98/5, mai 1922.
2. „Duminica Mare la moldovenii de peste Nistru”, Calendarul „Ligii Culturale", 1924.
3. „Românii de peste Nistru”, „Tribuna românilor de peste hotare”, nr. 1 și 2 /1924, (pseudonim M.Florin).
4. „Din folclorul transnistrean”, „Tribuna românilor de peste hotare”, nr. 3, 4, 5 și 6/1925.
5. „Crăciunul la moldovenii de peste Nistru”, „Societatea de mâine”, 1925. http://documente.bcucluj.ro/web/bibdigit/periodice/societateademaine/pdf/BCUCLUJ_FP_279802_1925_002_051_052.pdf
6. Anul nou la moldovenii de peste Nistru”, „Ramuri", Anul XIX, nr. 1/1925 și în „Tribuna românilor transnistreni", Anul II, nr. 5/1928.
7. „Prohoadele la moldovenii de peste Nistru”, „Tribuna românilor transnistreni”, Anul I, nr. 1/1927.
8. „Iarba verde la moldovenii de peste Nistru”, „Tribuna românilor transnistreni", Anul I, nr. 2/1927.
9. „Datoria noastră”, „Tribuna românilor transnistreni", Anul II, nr. 4/1928.
10. „Crăciunul suferinței”, „Tribuna românilor transnistreni”, Anul II, nr. 4/1928.
11. „Boboteaza la românii transnistreni”, „Tribuna românilor transnistreni", Anul II, nr. 4/1928.
12. „Din obiceiurile moldovenilor de peste Nistru”, „Tribuna românilor transnistreni", Anul II, nr. 4/1928.47, (pseudonim M. Florin).
13. „Influența turco-tătară asupra moldovenilor de peste Nistru”, „Tribuna românilor transnistreni", Anul II, 1928, (pseudonim M. Florin).
14. „Din trecutul românesc al Transnistriei: Dănilă Apostol hatmanul Ucrainei libere; Moldovenii din armata lui Petru cel Mare și Carol al XII-lea”, „Cercetări istorice", Anul V, nr. 1/1929.
15. „Pragmatismul juridic”, „Pandectele Române", Anul VIII, nr. 6-7/1929.
16. „Rezistența la opresiunea legii”, „Pandectele Române", Anul IX, nr. 4-5/1930.
17. „Republica Moldovenească a Sovietelor, Scurtă privire istorică”, Calendarul „Ligii Culturale", 1931.
18. „Dănilă Apostol, hatmanul Ucrainei, după noi surse”, Biblioteca „Cunoștințe folositoare”, nr. 47/1932.
19. „Republica Românească Transnistreanǎ și Basarabia Roșie”, „Viața Basarabiei”, Anul II, nr. 9/1933, (pseudonim M.Florian).
20. „Sovietele, emigrația rusă și Republica Moldovenească a Sovietelor”, „Viața Basarabiei", Anul III, 1934, (pseudonim M. Florian).
21. „Situația din Republica Moldovenească”, „Viața Basarabiei”, mai 1934, (pseudonim M. Florin).
22. „Moldavica. Lucrări asupra moldovenilor transnistreni”, „Moldova Nouă”, nr.1/1935 și nr.4/1936.
23. „Învățământul primar în Republica Moldovenească a Sovietelor”, „Vremea Școlilor", Anul VIII, nr. 11 și 12 /1935.
24. „Constituția și guvernul Republicii Moldovenești a Sovietelor”, „Cele Trei Crișuri", Anul XVI, noiembrie-decembrie 1935.
25. „Aspectul național în economia Moldovei Sovietice”, „Moldova Nouă”, nr. 1-3/1935, (pseudonim T. Vlădică).
26. „Republica Moldovenească a Sovietelor, studiu de drept”, „Moldova Nouă”, nr. 1-3/1935, și nr. 4/1936, broșură “Cartea Românească”, 1938.
27. „Rusia Sovietică și evenimentele din Spania”, „Moldova Nouă”, nr. 4, Vol.III/1936.
28. „Lupta din 1531 a polonezilor cu moldovenii”, „Moldova Nouă”, nr. 4, Vol.III/1936.
29. „Autonomia Republicii Moldovenești a Sovietelor”, „Moldova Nouă”, nr. 4, Vol.III/1936.
30. „Revoluția turcă din 1730”, „Moldova Nouă”, nr. 4, Vol.III/1936.
31. „Educația și învățământul în Republica Moldovenească a Sovietelor”, „Moldova Nouă”, nr. 4, Vol.III/1936.
32. „Cartea națională (moldovenească) în URSS”,  „Moldova Nouă”, nr. 4, Vol.III/1936.
33. „Din cultura națională în Republica Moldovenească a Sovietelor”, Revista „Fundațiilor Regale", Anul III, nr. 4, aprilie 1936.
34. „Institutul de cercetări științifice din Republica Moldovenească a Sovietelor”, „Însemnări ieșene”, Anul III, Vol. III, 1938.
35. „Basarabia și Transnistria”, „Viața Basarabiei”, Anul VII, nr. 4-5, aprilie 1938.
36. „Rusia Sovietică și războiul chino-japonez”, „Însemnări ieșene", Anul III, Vol VIII, 1938.
37. „Politica social-agricolă a Sovietelor: Colhozul; Sovhozul; Stațiile de mașini și tractoare”, Buletinul „Legislației Agrare", Anul III, nr. 1 și 2/1938, Anul IV, nr. 1/1939.
38. „Din literatura populară la românii de peste Nistru”, Anuarul „Arhivei de Folclor", Academia Română, Vol. V, 1939, pag.7-56.
39. „Organizarea satului la românii de peste Nistru”, „Moldova Nouă", Vol. V/1939.
40. „Jocuri la copii de peste Nistru”, „Moldova Nouă", Vol. V/1939.
41. „Elemente românești în narațiunile slave despre Vlad Țepeș”, „Moldova Nouă", Vol. V/1939.
42. „Trecutul și prezentul românilor de peste Nistru”, „Moldova Nouă”, Vol. V/1939.
43. „Vechimea ucrainenilor în România”, „Moldova Nouă", Vol. V/1939, (pseudonim M. Florin).
44. „Moscalia, folclor privitor la recrutarea moldovenilor în armată”, „Moldova Nouă", Vol. V/1939, (pseudonim Ciobanu-Vlaicu).
45. „Bibliografia publicațiilor românești din Rusia Sovietică pe anul 1936”, „Moldova Nouă", anul V/1939.
46. „Republica Moldoveneasca a Sovietelor”, Biblioteca „Cunoștințe folositoare”, nr. 75/1939.
47. „Basarabia provincie istorica rusească ?”, „Însemnări ieșene", Anul V, nr. 9/1940.
48. „Autodeterminarea în condiția sovietică”, „Viața Basarabiei”, Anul IX, nr. 7-8/1940.
49. „Militari români în Rusia”, „Spiritul Militar Modern", nr. 5 și 6/1940.
50. „Românii de peste Nistru”, „Spiritul Militar Modern", nr. 1/1941 și „Viața Basarabiei", nr. 6-7/1941.
51. „Din amarul românilor transnistrieni. Masacrele de la Nistru”, „Moldova Nouă", Anul VI, nr.1-3/1941 și broșură 1941, București. http://www.scribd.com/doc/216043254/Moldova-Noua-anul-VI-nr-1-3-ian-dec-1941#scribd%5Bnefuncțională%5D https://pl.scribd.com/doc/216041037/N-P-Smochina-Din-amarul-romanilor-transnistrieni-1933#scribd Arhivat în 14 august 2016, la Wayback Machine.
52. „Cuvânt către frați”, „Cartea Moldovanului”, 1943.
53. „Transnistria, pământ și suflet românesc”, „Cartea Moldovanului”, 1943.
54. „Cu gândul la ai mei”, „Cartea Moldovanului”, 1943.
55. „Revederea pământului străbun”, „Cartea Moldovanului”, 1943.
56. „Unul din cele mai vechi texte slave scrise de un român în sec. XI-XII”, „Biserica Ortodoxă Română", nr. 11-12/1961.
57. „O traducere românească din sec.XV a Cărții „Floarea Darurilor", „Biserica Ortodoxă Romană”, nr. 7-8/1962.
58. „O pravilă românească din veacul al XVI-lea. Pravila Sfinților părinți după învățătura lui Vasile cel Mare, întocmită de retorul și scolasticul Lucaci în 1581”, „Biserica Ortodoxă Română”, nr.11-12/1965.
59. „Semnificația unui manuscris istoric”, „Magazin Istoric”, Anul IV, nr. 6/1970.
60. „Cine a scris Evangheliarul de la Reims”, „Magazin Istoric”, Anul IV, nr. 6/1970.

### Articole publicate în ziarul „Transnistria”
1. „Suntem moldoveni și vrem să ne unim”, nr. 4/17 august 1941.
2. „Dreptatea învinge, nr. 5/25 august 1941.
3. „Vocea sângelui a fost de neînvins”, nr. 6/1 septembrie 1941.
4. „Temeiul de viață românească în Transnistria”, nr. 7/8 septembrie 1941.
5. „Obștile sătești”, nr. 8/15 septembrie 1941.
6. „Primul dregător al satului”, nr. 9/22 septembrie 1941.
7. „Suntem totuna cu românii”, nr. 10/29 septembrie 1941.
8. „Transnistrenii așteaptă lumină”, nr. 11/06 octombrie 1941.
9. „Transnistrenii revin la Legea Pământului”, nr. 12/15 octombrie 1941.
10. „Odesa românească”, nr. 12/15 octombrie 1941.
11. „Cultura națională în Transnistria”, nr. 13/20 octombrie 1941.
12. „Transnistria pe veci românească”, nr. 15/3 octombrie 1941.
13. „Împăratul românilor transnistreni”, nr. 16/16 noiembrie 1941.
14. „Viața  nouă în Transnistria”, nr. 17/17 noiembrie 1941.
15. „În slujba Transnistriei”, nr. 18/24 noiembrie 1941.
16. „Dreptatea noastră”, nr. 19/1 noiembrie 1941.
17. „Ecouri din Transnistria”, nr. 20/10 decembrie 1941.
18. „Cu gândul la ai mei”, nr. 21/17 decembrie 1941.
19. „Colinzi transnistrene”, nr. 22/25 decembrie 1941.
20. „Avem și noi sărbători”, nr. 22/25 decembrie 1941.
21. „An Nou și o nouă viață pentru românii transnistreni”, 23/12 ianuarie 1942.
22. „Tradiția militară a Transnistriei”, nr. 24/19 ianuarie 1942.
23. „Simbolul zilei de 24 Ianuarie”, nr. 25/26 ianuarie 1942.
24. „Primele ctitorii între Nistru și Bug”, nr. 26/2 februarie 1942.
25. „Să ne strângem grămăgioara”, nr. 27/9 februarie 1942.
26. „Iarăși printre frații mei românii transnistreni”, nr. 28/16 februarie 1942.
27. „Tineretul ucrainean se îndreaptă spre lumină”, nr. 29/23 februarie 1942.
28. „Munca agricolă, viitorul Transnistriei”, nr. 30/2 martie 1942.
29. „Ctitorii românești la răsărit de Bug”, nr. 31/9 martie 1942.
30. „Printre frații transnistreni”, nr. 32/16 martie 1942.
31. „Din hotar în hotar”, nr. 34/23 martie 1942.
32. „Învierea Domnului simbol de viață nouă”, nr. 35-36/5 aprilie 1942.
33. „Misiunile studenților români în Transnistria”, nr. 37-38/12 aprilie 1942.
34. „Zece Mai și românii transnistreni”, (conferință ținută la Odesa), nr. 44/11 iunie 1942 și broșură, București, 1942.

Nichita Smochină a publicat și sub pseudonimele: M. Florin, Măhăleanu, Ciobanu-Vlaicu, I. Vlădică.

### Activitate editorială
- Cotidianul „MOLDOVANUL",Dubăsari, director;
- Cotidianul „TRIBUNA ROMÂNILOR TRANSNISTRENI"; octombrie 1927-septembrie 1928, redactor;
- Revista „MOLDOVA NOUĂ”, 1935-1941, director;
- Săptămânalul „TRANSNISTRIA”, 1941-1942, membru în conducerea colectivă;
- Revista „CARTEA MOLDOVANULUI", 1943, director.

### Conferințe

#### În străinătate
1. „Les Moldaves de Russie soviétique vis-a-vis de leurs souffrance d`aujourd`hui", (Moldovenii din Rusia Sovietică, vis-a-vis de suferințele lor de astǎzi.) Congresul Minorităților de pe lângă Societatea Națiunilor, Geneva, septembrie 1930 și Paris, 1930.
2. „Les moldaves (roumains) de Russie sovietique et leure role dans l`histoire universelle" (Moldovenii (românii) din Rusia sovietică și rolul lor în istoria universală) Paris.
3. „Starea juridică și istorică a românilor de peste Nistru", Paris, 21 aprilie 1931.
4. „Conferințe împotriva masacrării transnistrenilor", Paris, 1932.
5. „La Republique sovietique Moldove", (Republica sovietică Moldovenească) „Reunion Prométhée", dare de seamă în „Prométhée Revue mensuelle”, nr. 75/1933, Paris.

#### În țară
1. „Românii de peste Nistru, privire istorică, „Ateneul Tătărași”, Iași, septembrie 1927.
2. „Românii de peste Nistru din punct de vedere etnografic", Asociația „Astra Chișinău”, octombrie 1928.
3. „Așezările românilor de peste Nistru", „Ateneul din Bacău”, octombrie 1928.
4. „Românii de peste Nistru din punct de vedere geografic și politico-economic", Soroca, 17 iunie 1935.
5. „Originea istorică a moldovenilor de peste Nistru", Chișinău, octombrie 1936.
6. „Menirea istorică a românilor de peste Nistru", „Congresul transnistrenilor”, Chișinău, 12-14 septembrie 1937.
7. „Rusia și războiul chino-japonez", Chișinău, 27 noiembrie 1937.
8. „Românii transnistreni și legăturile lor cu Tighina", „Ateneul Cultural” Tighina, 29 ianuarie 1938.
9. „Zece Mai și românii transnistreni", Odesa, 10 mai 1942.
10. 10.Vechimea transnistrenilor și Ziua Eroilor", Odesa, 14 mai 1942.

#### În țară, la Universitatea Iași
1. „Republica Moldovenească a Sovietelor, organizarea juridică și administrativă", decembrie 1935.
2. „Politica internațională a Sovietelor", februarie 1936.
3. „Educația și învățământul în Republica Moldovenească a Sovietelor", martie 1936.
4. „Revoluția bolșevică din Rusia", noiembrie 1936.
5. „Rusia și evenimentele din Spania", 14 noiembrie 1936.

#### În țară, la Universitatea Populară „Nicolae Iorga”, Vălenii de Munte
1. „Învățământul la moldovenii de peste Nistru în trecutul istoric, iulie 1936.
2. „Republica Moldovenească a Sovietelor privită din punct de vedere a dreptului public internațional, iulie 1936.
3. „Ucraina moldovenească a lui Duca Vodă, august 1937.
4. „Viața națională a românilor de peste Nistru sub regimul actual.
5. „Biserica și școala în Republica Moldovenească și în Rusia Sovietică.
6. „Rolul românilor transnistreni în căzăcimea ucraineană", 10 august 1938, dare de seamă în „Neamul Românesc", 20 august 1938.
7. „Românii transnistreni între Nipru și Nistru", 11 august 1938, dare de seamă în „Neamul Românesc", 29 august 1938.
8. „Problema naționalităților în Rusia sovietică și românii transnistreni", 12 august 1938, dare de seama în „Neamul Românesc", 26 august 1938.
9. „Educația și învățământul în Republica Moldovenească a Sovietelor", 13 august 1938, dare de seama în „Neamul Românesc”, 26 august 1938.

#### Lucrări post-mortem
1. Nichita Smochină, „Din amarul românilor transnistrieni: masacrele de la Nistru”, în Basarabia, nr. 3, Chișinău, 1993,  reeditarea lucrării „Din amarul românilor transnistrieni”, Moldova Nouă, București, anul VI, nr. 1-3, 1941, pp. 239-295, și planșele XXXIII-LXX.
2. Nichita Smochină, ,,Din literatura populară a românilor de peste Nistru”, în Basarabia, nr. 7, Chișinău, reeditarea lucrării ,Din literatura populară la românii de peste Nistru”, Anuarul Arhivei de Folklor, Academia Română, București, vol. V, 1939, pp. 7-56.
3. Nichita Smochină, „Din amarul românilor de peste Nistru”, în Suferințele Basarabiei și răpirile rusești. Antologie. Ediție îngrijită, note și comentarii de Florin Rotaru, Editura Semne, București, 1996, reeditarea lucrării „Din amarul românilor transnistrieni”.
4. „Republica Moldovenească a Sovietelor, studiu de drept”, în Românitatea transnistriană. Antologie, Ediție îngrijită, note și comentarii de Florin Rotaru, Inspectoratul de Cultură a Municipiului București, Editura Semne, București, 2006, pp. 294-309, reeditarea lucrării „Republica Moldovenească a Sovietelor”, Moldova Nouă, Iași, anul I, nr. 2-3, 1935, pp.131-158. publicate în Moldova Nouă, Iași, anul I, nr. 1; 1935.
5. Nichita Smochină, Memorii, ediție îngrijită de Galin Corini Vlad, Editura Academiei Române, București, 2009, 520 p., (memoriile lui Nichita Smochină până în august 1944).
6. Pagini din însemnările unui rebel. Academicianul Nichita Smochină, editori Galin Corini Vlad și Secheli Bogdan Ionuț, Editura Samia, Iași, 2012, 678 p., (memoriile lui Nichita Smochină, după august 1944).
7. Nichita Smochină, Din literatura populară a românilor de peste Nistru, ediție îngrijită de Iordan Datcu, Editura RCR Editorial, București, 2015, 240 p. (cuprinde reeditarea lucrării de folclor transnistrean publicate de Nichita Smochină până în august 1944).
8. Nichita Smochină, Nunta la românii transnistreni, editor Vadim Guzun, Editura Eikon, București, 2017, 370 p.
9. Nichita Smochină, Transnistriana, editor Aurel Strungaru, Editura Argonaut Cluj-Napoca, 2019, 456 p.
10. Nichita Smochină, Moldovenii - un nou neam neolatin?, editor Aurel Strungaru, Editura StudIS Iași, 2020, 164 p.

#### Cărți despre Nichita Smochină
1. Acțiunea informativă Nichita Smochină, editor Vadim Guzun, Editura Argonaut, Cluj-Napoca, 2013, 340 p; Ediția a II-a, Editura Argonaut, Cluj-Napoca, 2019, 368 p.
2. Alexandru Smochină, Nichita Smochină: vox clamantis in deserto, editor Vadim Guzun, Editura Argonaut, Cluj-Napoca, 2014, 308 p.
3. Nichita Smochină, 35 de ani de la trecerea în neființă, editor Aurel Strungaru, Editura Argonaut, Cluj-Napoca, 2016, 98 p.
4. Nichita Smochină: O viață de apărător al românilor Transnistreni, editor Aurel Strungaru, Editura Eikon, București, 2017, 435 p.

## Decorații

### Decorații Rusia Imperială
- „Medalia de Aramă" în memoria a 300 de ani de domnie a Familiei Imperiale a Romanovilor.
- Medalia „Sfântul Gheorghe” gradul IV cu inscripția pentru vitejie, nr. 543817, 8 noiembrie 1915.
- Crucea-Ordin „Sfântul Gheorghe” gradul IV, nr. 543796, 10 octombrie 1916.

În sala „Sfântul Gheorghe” din Kremlin este trecut la poziția 92, „Smochină Nichita Parfenievici, Cavaler al Sfântului Gheorghe” și este ridicat la rangul de nobil (дворянин).
- Ordinul  „Sfânta Anna” gradul III, cu spade și rozetă, 9 noiembrie 1916.
- Ordinul „Sfântul Stanislav” gradul II, cu spade și rozetă, 22 noiembrie 1916.
- Ordinul „Sfânta Anna” gradul II, cu spade și rozetă, 2 decembrie 1916.
- Ordinul „Sfântul Stanislav” gradul III, cu spade și rozetă, 3 decembrie 1916.
- Ordinul „Sfânta Anna” gradul IV, cu inscripția pentru vitejie, 30 august 1917.
- Ordinul „Sfântul Vladimir” gradul IV, cu spade și rozetă, 23 septembrie 1917.

### Decorații România
- Ordinul „Steaua României”.
- Ordinul „Coroana României”.
- Ordinul „Meritul Cultural”, acordat de regele Mihai I.

### Decorații Vatican
- Ordinul „Bene Merenti”, acordat de papa Pius al XI-lea.

### Decorații Republica Moldova
- „Ordinul de Onoare” al Republicii Moldova, 20 aprilie 2010.

## Legături externe
- Ludmila Corghenci, „Nichita Smochină: 100 de ani de la naștere”, Magazin bibliologic, nr. 2 /1994, pag. 24, Chișinău.
- Daniel-Nicolae Chelaru, Rafael Dorian Chelaru, Octavian Dascăl, "Nichita Smochină de vorbă cu Lenin", în Magazin Istoric, iunie 2000, pag.16-17.
- Teșu Solomonovici, „Ce ar fi spus Smochină de aceste alegeri?”, Ziare.ro, 4 decembrie 2009.

http://ziarero.antena3.ro/articol.php?id=1259880811%5Bnefuncțională%5D
- Lansarea lucrării „Memorii” de Nichita Smochină la ULIM, 19 aprilie 2010.

http://agalben.ulim.md/?p=884%5Bnefuncțională%5D http://www.asm.md/?go=photo_gallery&case=21&new_language=0
- Academicianul Nichita Smochină va fi decorat post-mortem cu „Ordinul de Onoare”, Unimedia, 19 aprilie 2010.

http://unimedia.info/stiri/-18401.html
- Dumitru Crudu „Memoriile lui Nichita Smochină”, Radio Europa Liberă, 10 iulie 2010.

http://www.europalibera.org/content/article/2095815.html 
- Iordan Datcu, „Memoriile lui Nichita Smochină”, Caiete critice,

http://caietecritice.fnsa.ro/pdfs/cc%2010%202010.pdf
- Adrian Nicolau, „Un român de peste Nistru”, Ziarul de Iași, 25 martie 2011.

http://www.ziaruldeiasi.ro/opinii/un-roman-de-peste-nistru~ni76rp
- Vadim Guzun, „Nichita Smochină-consilierul transnistrean al mareșalului Ion Antonescu și „mâna lungă” a Kremlinului (1957-1962)”,

Caietele CNSAS, nr. 7-8/2011, pag. 239-256.
http://www.cnsas.ro/documente/caiete/Caiete_CNSAS_nr_7-8_2011.pdf
- Ilie Gulca, „Cine se teme de Nichita Smochină?”, Jurnalul de Chișinău, 6 iulie 2012.

http://www.jc.md/cine-se-teme-de-nichita-smochina/ Arhivat în 29 septembrie 2015, la Wayback Machine.
- Ana Brăiescu, „O viață închinată idealurilor naționale”, Biblioteca Științifică Centrală „A. Lupan” a Academiei Științe a Moldovei, Caleidoscop Științific-Literar, blog, 8 iulie 2013.

http://caleidoscopstiintific-literar.blogspot.ro/2013/07/o-viata-inchinata-idealurilor-nationale.html
- Iordan Datcu, „Etnologi basarabeni, nord-bucovinieni și transnistrieni”, RCR Editorial, București, 2014, Recenzie în revista Philologia a Academiei Științe a Moldovei nr. 5-6/2014, pag. 114.

http://www.if.asm.md/reviste/philologia_5-6-2014.pdf Arhivat în 19 iunie 2018, la Wayback Machine.
- Ion Constantin, „Problema Basarabiei în discuțiile româno-sovietice din timpul Razboiului Rece, 1945-1989”, capitolul „Liderii basarabeni acționează pentru sensibilizarea regimului privind problema teritoriilor românești ocupate de URSS”, Academia Română, Editura „Institutul Național pentru Studiul Totalitarismului", 2015.

http://basarabia-bucovina.info/2016/03/27/inedit-ce-propuneri-de-unire-aveau-pentru-ceausescu-basarabenii-pan-halippa-si-nichita-smochina-exclusiv-basarabia-bucovina-info/#_ftn12
- Gheorghe Cojocaru, „Nichita Smochină”, emisiunea „Istoria la pachet”, Radio Chișinău, 5 octombrie 2015.

http://www.radiochisinau.md/nichita_smochina-27208%5Bnefuncțională%5D
- Iulian Chivu, „Un etnolog și cauza românilor transnistreni, de la Lenin la Ceaușescu”, Agro, Stuttgard, octombrie 2015, Națiunea, anul V, 27 octombrie 2015, și Vatra Veche, anul VII, nr. 11/(83), 17 decembrie 2015,

http://www.agero-stuttgart.de/REVISTA-AGERO/CULTURA/Nichita-Smochina-un-etnolog-transnistrean-de-Iulian-Chivu.htm
http://www.ziarulnatiunea.ro/2015/10/27/un-etnolog-si-cauza-romanilor-transnistreni-%E2%80%92-de-la-lenin-la-ceausescu/
http://ro.scribd.com/doc/293533661/Vatra-Veche-nr-11-2015-BT#scrib
- Constantin Enescu, „Nichita Smochină: un cărturar recuperat”, Revista Cultura, nr. 538, 30 octombrie 2015,

http://revistacultura.ro/nou/2015/10/n-smochina-un-carturar-recuperat/ Arhivat în 6 mai 2016, la Wayback Machine.
- „Nichita P. Smochină, 35 de ani de la trecerea în enternitate a marelui lider al românilor transnistreni”, România Breking News, 17 decembrie 2015.

http://romaniabreakingnews.ro/nichita-p-smochina-35-de-ani-de-la-trecerea-in-eternitate-a-marelui-lider-al-romanilor-transnitreni/
- „Românii transnistrieni și nedreptatea istoriei”, Evenimentul zilei, 6 martie 2016.

http://www.evz.ro/romanii-transnistrieni-si-nedreptatea-istoriei.html